# Gare de Revel - Sorèze
La gare de Revel - Sorèze est une gare ferroviaire française de la ligne de Castelnaudary à Rodez, située sur le territoire de la commune de Revel, à proximité de Sorèze, dans le département de Haute-Garonne en région Occitanie.
Elle est mise en service en 1865 par la Compagnie des chemins de fer du Midi et du Canal latéral à la Garonne (Midi).

## Situation ferroviaire
Établie à 211 mètres d'altitude, la gare de Revel - Sorèze est située au point kilométrique (PK) 337,15x de la ligne de Castelnaudary à Rodez, entre la Gare de Saint-Félix (fermée) et la limite de déclassement au PK 356,235 du tronçon qui comprend la halte de Blan et les anciennes gares de Lempaut et Soual. 
Cette section à voie unique n'est parcourue que par quelques trains de marchandises.

## Histoire
La station de Revel est mise en service le 16 avril 1865 par la Compagnie des chemins de fer du Midi et du Canal latéral à la Garonne (Midi), lorsqu'elle ouvre à l'exploitation l'embranchement de Castelnaudary à Castres. Elle comprend un bâtiment voyageurs de taille modeste.
En 1893, la commune signe une pétition pour l'agrandissement des quais et des installations petite et grande vitesse. L'aile du bâtiment voyageurs d'origine est allongée de deux travées en 1896.
La desserte voyageurs est officiellement fermée le 15 mai 1939 par la Société nationale des chemins de fer français (SNCF), lorsqu'elle ferme le service voyageurs sur la section de Castelnaudary à Castres. 
En 1970, la gare perd une partie de son trafic marchandise et devient le terminus de la section de Castelnaudary à Revel lors de la fin du service marchandises et la fermeture de l'exploitation sur la section de Revel à Castres qui est déferrée en 1985.
Le 15 juin 1985, dans le cadre de festivités pour les « cent vingt ans de chemins de fer revélois », la gare est exceptionnellement desservie par un « train spécial à vapeur » qui effectue une unique circulation aller retour Toulouse - Villefranche - Castelnaudary - Revel. Ce train, tracté par la locomotive à vapeur 141 TD 740 et composé de voitures métallisées PLM est stationné en gare de Revel de 15 h 15 à 16 h 15. Cette circulation est organisée par l'Association française des amis des chemins de fer et le Chemin de fer touristique du Tarn.
Le 27 juillet 2013, la boutique SNCF, qui avait remplacé le guichet de la gare, est fermée du fait d'une baisse régulière de sa fréquentation. À la suite des diverses pressions locales, il est prévu que la vente de billets sera toujours possible en ville du fait d'un partenariat entre la SNCF et une agence de voyages située boulevard de la République et que l'information sur les horaires des trains sera disponible à l'office du tourisme.

## Service des voyageurs
Gare fermée située sur une section de ligne fermée au trafic des voyageurs.

## Service des marchandises
Revel - Sorèze dispose d'une installation terminale embranchée (ITE).

## Patrimoine ferroviaire
Sur le site de la gare l'ancien bâtiment voyageurs est toujours présent.